# 南ひろこ
南 ひろこ（みなみ ひろこ、1969年2月27日 - ） は、日本の漫画家。神奈川県横須賀市出身、在住。

## 概要
OL生活を経て、1994年竹書房「コミックフロンティア」月間賞を受賞してデビュー。初期作品である『手前ミソジなOLたち』などでは未婚のお局OLのやり取りなど一種の毒々しさのあるネタもあったが、『なっちゃんはね!? 』や『ひなちゃんの日常』等に代表されるように小さな子供などの日常を描くようなかわいらしい画風が特徴となっている。2008年に結婚。

## 作品

### 連載中の作品
- ひなちゃんの日常（産経新聞朝刊。東京本社版と九州・山口特別版は1面、大阪本社版は社会面。2008年第37回日本漫画家協会賞大賞受賞作品）当初週1回だったが、現在は休刊日と月曜日以外毎日掲載[3]。

単行本は1巻の初版は産経新聞社の関連会社から発行、以降産経新聞社から既刊21巻発行。

### 終了・休載中の作品
- なっちゃんはね!? （まんがライフオリジナル、まんがライフ、竹書房） ※2007年12月発売号から休載、単行本既刊2巻

1. ISBN 978-4-8124-5150-2（1997年9月）
2. ISBN 978-4-8124-5226-4（1998年9月）

- すずめはすずめ（まんがタイムファミリー、芳文社）単行本全1巻

1. ISBN 978-4-8322-6097-9（1997年10月）

- 愛犬うめのはな（まんがタイムファミリー→まんがホーム、芳文社）ISBN 978-4-8322-6122-8（1998年11月）※2008年1月号で最終回。

なお新装版として単行本未収録分などを含めシリーズ2009年10月現在以下の計3冊産経新聞出版より発行。
- わっほぉ愛犬うめのはな うめ登場の巻（産経新聞出版）ISBN 978-4-86306-030-2（2007年12月）
- わっほぉ愛犬うめのはな よっちゃん大好きの巻（産経新聞出版）ISBN 978-4-8191-1009-9（2008年6月）
- わっほぉ愛犬うめのはな みんな仲良しの巻（産経新聞出版）ISBN 978-4-8191-1028-0（2008年12月）
- 晴れの日ユキちゃん（クレヨンしんちゃん特集号→まんがタウン、双葉社）※完結、2006年から2007年にかけて産経新聞出版より新装版として3巻発行。

1. ISBN 978-4-575-93707-7（2000年8月）新装版 ISBN 978-4-902970-75-3（2006年12月）
2. ISBN 978-4-575-93778-7（2002年5月）新装版 ISBN 978-4-902970-92-0（2007年4月）
3. ISBN 978-4-575-93848-7（2003年8月）新装版 ISBN 978-4-86306-002-9（2007年7月）

- 手前ミソジなOLたち（ぶんか社「まんがアロハ」→芳文社「まんがタイムオリジナル」） ※2007年4月完結、単行本既刊1巻

1. ISBN 978-4-8322-6195-2（2001年1月）

- 明日屋のカルメちゃん （まんがタウン、双葉社）※2008年1月発売号から休載、単行本既刊1巻

1. ISBN 978-4-575-93953-8（2005年6月）

- チェリーブロッサムで乾杯（まんがくらぶ、竹書房）※2006年10月号で完結、単行本全1巻

1. ISBN 978-4-8124-6442-7（2006年3月）

- 二人ぼっち（週刊漫画ゴラク、日本文芸社） ※2008年10月から休載、単行本既刊2巻

1. ISBN 978-4-537-10629-9（2007年3月）
2. ISBN 978-4-537-10897-2（2008年11月）

### 単行本未収録作品
- お嫁さまへの道（まんがホーム）、1996年 - 1997年、芳文社）
- ミス&ミセス（まんがタイムジャンボ、1996年 - 1998年、芳文社）
- ご神木童子くすのぼん（まんがタウンオリジナル→「ケータイまんがタウン」での配信を経て完結、双葉社）
- お気楽月記 （まんがタイム、芳文社）＊目次4コマ1本 ※2008年1月号で最終回